# Алексей Стаханов
Алексей Григориевич Стаханов (на руски: Алексей Григорьевич Стаханов; 3 януари 1906 г., с. Луговая, Орловска губерния – 5 ноември 1977, гр. Торез, Донецка област) е съветски миньор, герой на социалистическия труд на СССР (1970), член на Върховния съвет на СССР и на Комунистическата партия на Съветския съюз.

## Биография
Добива известност през 1935 г. с рекордното си преизпълнение на производствените норми. Става основоположник на движението, наречено на него Стахановско движение, на новатори в производството, което си поставя за цел да увеличи производителността на труда, превишавайки установените норми на производство.
През 1927 г. започва работа в мината „Централна-Ирмино“ в гр. Кадиевка в Донбаския въглищен басейн. От 1933 г. работи с миньорски пневматичен чук. През 1935 г. преминава курс за миньори.
На 31 август 1935 г. поставя рекорд с изкопаването на 102 тона въглищна руда за 5 часа и 45 минути – 14 – 15 пъти повече от нормата. Това постига, като въвежда разделение на труда – вместо всеки да върши всички дейности, той само копае, а други 2 работници укрепват шахтата; фактически изработката му не само покрива нормата на групата от тези 3 души, но дори я надвишава 5 пъти. На 19 септември подобрява рекорда със значително по-голямо количество – 227 тона непреработена въглищна руда за смяна. Веднага се появява във вестниците като пример за подражание на всички социалистически труженици, излиза дори на корицата на списание „Тайм“ на 16 декември 1936 г.
Според свидетелството за раждането му Стаханов е с лично име Андрей. Но във вестник „Правда“, където излиза голям материал за трудовия подвиг на миньора, по погрешка го наричат Алексей. След няколко дни по лично указание на Сталин, който научава за грешката, на миньора е връчен нов паспорт с името Алексей.
През 1936 – 1941 г. Стаханов следва във Всесъюзната промишлена академия в Москва. Директор е на мина № 31 в Караганда (1941 – 1942). Между 1943 г. и 1957 г. работи като началник на сектора по социалистическото съревнование в Министерството на въгледобивната промишленост на СССР. Жени се за малолетна (но без последствия за закононарушението, живее в известния Дом на набережной на видни дейци на СССР.
След смъртта на покровителстващия го Сталин по указание на Хрушчов е върнат в Донбас, но семейството му не го последва в „заточението“ му, което преживява тежко и започва много да пие алкохол. През 1957 – 1959 г. е заместник-директор на тръста „Чистяковантрацит“, а от 1959 г. е помощник-главен инженер на шахтоуправление № 2/43 на тръста „Торезантрацит“ до пенсионирането си през 1974 г.
Умира в психиатрическа болница, където попада с тежки последствия от хронически алкохолизъм (множествена склероза с частична загуба на памет, алкохолен делириум) и прекаран инсулт.

## Признание
- Стаханов е депутат във Върховния съвет на СССР (1938).
- Удостоен е с почетното звание „Герой на социалистическия труд“ (1970).
- Награден е с 2 ордена „Ленин“ (1936 и 1970), орден „Трудово червено знаме“, медали и други награди.
- В негова чест последната неделя на август се чества като Ден на миньора.
- От 1938 до 1947 г. град Жуковский, Московска област се нарича Стаханово (наименуван на него приживе).
- Град Кадиевка, Луганска област, в който започва своята кариера, е преименуван след смъртта му на Стаханов (16 февруари 1978 г.)